# Mandalay Pictures
Mandalay Pictures (sau Mandalay Vision) este un studio de film american cu sediul în Los Angeles, California. Este o filială a grupului media și de divertisment Mandalay Entertainment Group. A fost fondată de Peter Guber la 27 mai 1995, urmată de un acord cu Sony Pictures Entertainment pentru a produce filme prin Columbia și TriStar. Guber a condus anterior Sony Pictures și The Guber-Peters Company (un studio fondat de Guber împreună cu Jon Peters). Din 1997 până în 2002, studioul a fost deținut de Lions Gate Entertainment. În 2007, Mandalay a lansat propria divizie independentă de producție de film, Mandalay Independent Pictures (din 2010 Mandalay Vision). Actuala mascotă a companiei este tigrul, care apare adesea și de asemenea în sigla studioului.

## Filme Mandalay Pictures
- Bernie
- Beyond Borders (La graniță)
- Enemy at the Gates (Inamicul e aproape)
- The Fan (Un admirator fanatic)
- Horns (Coarne)
- I Know What You Did Last Summer (Știu ce-ai făcut astă-vară)
- I Still Know What You Did Last Summer (N-am uitat ce-ai făcut astă-vară)
- I'll Always Know What You Did Last Summer (Voi ști mereu ce ai făcut astă-vară)
- Into the Blue (Adâncul albastru)
- The Jacket (Cămașa de forță)
- The Last Days of American Crime (ro. ?)
- Mark Felt: The Man Who Brought Down the White House (Felt)
- Les Misérables (Mizerabilii)
- Never Back Down: Revolt (ro. ?)
- The Score (Scor final)
- Serving Sara (Servicii complete pentru Sara)
- Sleepy Hollow (Legenda călărețului fără cap)
- Soul Surfer (Lupta cu valurile)
- Vanishing on 7th Street (?)
- The Voices (ro. ?) (2014)
- When the Game Stands Tall (Un antrenor de legendă)